# Eileen Sutherland-Leveson-Gower, Duquesa de Sutherland
Eileen Sutherland-Leveson-Gower (nascida Eileen Gwladys Butler; Chelsea, 3 de novembro de 1891 — 24 de agosto de 1943) foi uma nobre inglesa. Ela foi marquesa de Stafford e duquesa de Sutherland pelo seu casamento com George Sutherland-Leveson-Gower, 5.° Duque de Sutherland.

## Família
Eileen era a filha primogênita de Charles John Brinsley Butler, 7.° Conde de Lanesborough e de Dorothea Gwladys Ellen More Tombs. Seus avós paternos eram o capitão John Vansittart Danvers Butler, 6.° Conde de Lanesborough e Anne Elizabeth Clark. Seus avós maternos eram o major general Sir Henry Tomb e Georgina Janet Stirling.
Ela tinha um irmão, John Brinsley Danvers Butler, e uma irmã, Moyra Elizabeth Butler.

## Biografia

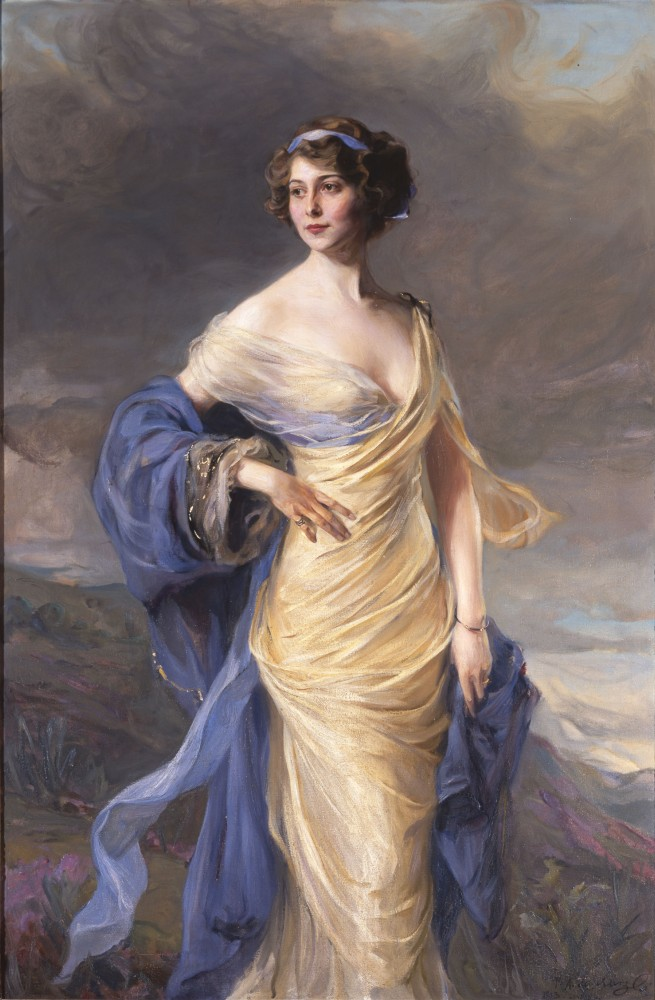
Pintura de Eileen em 1913 por Philip de László, localizada no Castelo Dunrobin.

Aos vinte anos de idade, Eileen casou-se com o então marquês de Stafford, de vinte e três anos, em 11 de abril de 1912. George era filho de Cromartie Sutherland-Leveson-Gower, 4.° Duque de Sutherland e de Millicent Fanny St. Clair-Erskine.
Em 1913, Eileen tornou-se duquesa de Sutherland a partir da sucessão do marido. O casal não teve filhos.
Ela foi uma enfermeira da Cruz Vermelha durante a Primeira Guerra Mundial.
De 1916 a 1921, a duquesa ocupou a posição de Mistress of the Robes da rainha Maria de Teck.
A duquesa faleceu em 24 de agosto de 1943, aos 51 anos de idade.
O duque George casou-se com Clare Josephine O'Brian, como seu segundo marido. Porém, não teve filhos, e faleceu em 1 de fevereiro de 1963.